# نادین (فیلم ۱۹۸۷)
نادین (به انگلیسی: Nadine) فیلمی محصول سال ۱۹۸۷ و به کارگردانی رابرت بنتون است. در این فیلم بازیگرانی همچون جف بریجز، کیم بسینگر، ریپ تورن، گوئن وردن، گلن هدلی و جری استیلر ایفای نقش کرده‌اند.